# Bárium-klorid
A bárium-klorid egy színtelen só. Keserű-sós ízű. Vízben jól oldódik, vizes oldata semleges kémhatású. Metanolban kis mértékben, etanolban nem oldódik. Általában két molekula vízzel kristályosodik, ezért a pontos képlete BaCl2·2 H2O. Kristályvizet tartalmazó kristályai monoklin rendszerűek. Higroszkópos vegyület. A legtöbb báriumsóhoz hasonlóan mérgező. A lángot sárgászöldre festi. Az analitikai kémiában használják.

## Kémiai tulajdonságai
Magasabb hőmérsékleten vízgőz hatására hidrogén-klorid gáz fejlődik belőle. Kénnel hevítés hatására bárium-szulfiddá alakul. A magnézium magasabb hőmérsékleten báriumot szabadít fel belőle. Ha hidrogén-fluoriddal reagál, sósav és bárium-fluorid keletkezik belőle. Ha kénsavval reagál, fehér csapadék, bárium-szulfát válik ki.

## Élettani hatása
A bárium-klorid erős méreg. Nyálfolyást és égető érzést okoz a szájban. Emellett okozhat gyomorfájást, görcsöket, hányást, hasmenést és bénulást. Elkékülnek tőle az arc és a végtagok, bénulás miatt akadozóvá válhat a beszéd, fülzúgás és látási zavarok jelentkezhetnek. 

## Előállítása
Gyártása természetben megtalálható báriumvegyületekből, bárium-szulfátból és bárium-karbonátból indul ki. A bárium-szulfátot először szénnel hevítenek. A szulfát redukálódik, bárium-szulfid (BaS) keletkezik. A keletkező szulfidot sósavban feloldják, így bárium-klorid keletkezik.
{\displaystyle \mathrm {BaSO_{4}+4\ C\rightarrow BaS+4\ CO} }
{\displaystyle \mathrm {BaS+2\ HCl\rightarrow BaCl_{2}+H_{2}S} }
A bárium-karbonátból szintén sósavval állítják elő.
{\displaystyle \mathrm {BaCO_{3}+2\ HCl\rightarrow BaCl_{2}+H_{2}O+CO_{2}} }